# فتاة الطيور (مسلسل تلفزيوني)
فتاة الطيور (بالإنجليزية: birdgirl)‏ هو مسلسل تلفزيوني رسوم متحركة اميركي كوميدي أنشأها ميتشايل ولين و إريك ريختر. إنه جزء من المسلسل التلفزيوني الذي استمر من 2000 إلى 2007. نجوم المسلسل باجيت بروستر، روب ديلاني، سونيا دينيس، كيثر دونوهو، جون دومان، نيجين فارساد، توني هيل ولوريلي راميريز. من المقرر أن يتم العرض الأول للمسلسل على ادلت سويم في 4 أبريل 2021.

## طاقم الممثلين
- باجيت بروستر في دور بيرد جيرل / جودي كين سيبن
- روب ديلاني
- سونيا دينيس
- كيثر دونوهيو
- جون دومان
- نجين فرساد
- توني هيل
- لوريلي راميريز

## روابط خارجية
- فتاة الطيور  في قاعدة بيانات الأفلام على الإنترنت (بالإنجليزية)